# Біґ-Лейк (Міннесота)
Біґ-Лейк (англ. Big Lake) — місто (англ. city) в США, в окрузі Шерберн штату Міннесота. Населення — 11 686 осіб (2020).

## Географія
Біґ-Лейк розташований за координатами 45°20′33″ пн. ш. 93°44′35″ зх. д. / 45.34250° пн. ш. 93.74306° зх. д. (45.342422, -93.743036).  За даними Бюро перепису населення США в 2010 році місто мало площу 20,32 км², з яких 17,89 км² — суходіл та 2,43 км² — водойми.

## Демографія
Згідно з переписом 2010 року, у місті мешкало 10 060 осіб у 3377 домогосподарствах у складі 2500 родин. Густота населення становила 495 осіб/км².  Було 3640 помешкань (179/км²).
Расовий склад населення:
| - 92,4 % — білих - 1,7 % — чорних або афроамериканців - 1,2 % — азіатів - 0,4 % — корінних американців - 1,6 % — осіб інших рас |

До двох чи більше рас належало 2,6 %. Частка іспаномовних становила 3,7 % від усіх жителів.
За віковим діапазоном населення розподілялося таким чином: 34,3 % — особи молодші 18 років, 60,4 % — особи у віці 18—64 років, 5,3 % — особи у віці 65 років та старші. Медіана віку мешканця становила 29,5 року. На 100 осіб жіночої статі у місті припадало 101,4 чоловіків;  на 100 жінок у віці від 18 років та старших — 102,9 чоловіків також старших 18 років.
Середній дохід на одне домашнє господарство  становив 73 060 доларів США (медіана — 62 324), а середній дохід на одну сім'ю — 78 985 доларів (медіана — 66 840). Медіана доходів становила 46 700 доларів для чоловіків та 36 745 доларів для жінок. За межею бідності перебувало 11,2 % осіб, у тому числі 11,2 % дітей у віці до 18 років та 10,7 % осіб у віці 65 років та старших.
Цивільне працевлаштоване населення становило 5416 осіб. Основні галузі зайнятості: освіта, охорона здоров'я та соціальна допомога — 21,3 %, виробництво — 16,5 %, роздрібна торгівля — 14,7 %.